# Roncalceci
Roncalceci (Roncalzíz in romagnolo) è una frazione del comune di Ravenna nell'omonima provincia. Gli abitanti sono circa 680.
L'abitato si configura come un paese a sviluppo lineare articolato principalmente sulla SP 5 (che collega l'abitato di Ghibullo con Russi) e sulla SP 34 che da Roncalceci dirige verso Pilastro e Filetto.
Vi ebbe i natali il partigiano Sauro Babini.

## Origini del nome
Il nome Roncalceci dovrebbe derivare da Ronco caesus, ovvero da un "taglio" del fiume Ronco, da questo poi si sarebbe passati al dialettale Roncalcesi e poi Roncalceci.
La più antica attestazione è in un documento del 1074 in cui compare un riferimento a "Ronco de Cice". In un documento del 1153 ed in uno del 1265 sono riportati riferimenti a "Ronco al Cese".

## Monumenti e luoghi d'interesse

### Chiesa di San Biagio
La chiesa parrocchiale è intitolata a San Biagio e appartiene al vicariato Ravennate della diocesi di Forlì-Bertinoro, nonostante il territorio sia parte della provincia di Ravenna. La chiesa presenta forme semplici ed è di modeste dimensioni.

### Il Giardino di Ines e Lelio
Il giardino sorge in via Sauro Babini 87, su quello che era un campo coltivato riconvertito in un luogo dove si trovano numerose varietà di piante da frutto e fiori, alcuni rari o antichi, in particolare della famiglia delle rose. Il giardino, di oltre 4000 metri quadrati, è aperto alle visite dal 1993 e all'interno vengono organizzati eventi.

### Parco della Rimembranza
Sorge all'incrocio fra via Pugliese (all'altezza circa del civico 7) e via Babini. L'area è recintata e presenta l'unione fra un parco con alberi e un monumento composto da un cippo centrale con un obelisco posato su una base quadrata. Sul fronte si trova un'iscrizione dedicatoria al "soldato contadino": A ricordo di suoi combattenti passati dai campi di lavoro ai campi della gloria perché la Patria si affermasse nei secoli libera nella pace e nel lavoro Maggio MCMXXIII Roncalceci Ghibullo Chiavicone. Intorno al cippo centrale si trovano delle piccole lastre in marmo con fotografia e nome di un caduto, disposte in modo da ricreare la formazione di un plotone in parata.
Il monumento è stato inaugurato nel 1923, dal 2017 appartiene a Roncalceci e nel 2021 sono stati attuati degli interventi di restauro dell'intera area.

### Stradello dei garzoni
Lo stradello viene dedicato ai garzoni, cioè quei giovanissimi che nelle campagne venivano mandati dalle famiglie più povere a lavorare presso altre famiglie che li mantenevano in cambio di lavoro nei campi. Lo stradello si trova fra via Sauro Babini e la strada d'accesso alle scuole elementari.

## Istruzione
Nella frazione è presente una scuola elementare, dedicata ai Martiri del Montone. La scuola per l'Infanzia paritaria Maria Immacolata è stata chiusa nel 2021 in concomitanza con la partenza delle suore dalla frazione.

## Geografia antropica

### Suddivisioni amministrative
Roncalceci è sede della circoscrizione omonima del comune di Ravenna, che è estesa su un territorio di 44,94 km², nel 2009 aveva una popolazione totale di 3 666 abitanti, che nel 2021 risultano ridotti a 3.580.